# Hadi Agili
Sejed Hadi Agili Anwar (per. هادی عقیلی, ur. 15 stycznia 1981 w Teheranie) – irański piłkarz występujący na pozycji obrońcy.

## Kariera piłkarska
Hadi Agili jest wychowankiem klubu Rah Ahan. Potem przeszedł do zespołu Persepolis Teheran, gdzie w rozgrywkach Pucharu Zatoki Perskiej zagrał w jednym meczu. W 2001 trafił do Saipa Karadż. Trzy lata później podpisał kontrakt z ekipą Sepahan Isfahan. Jego pierwszym osiągnięciem w barwach tej drużyny było zdobycie Pucharu Hazfi w sezonie 2005/2006. Sukces ten powtórzył w kolejnym sezonie. W 2007 doszedł ze swym klubem do finału Azjatyckiej Ligi Mistrzów. W sezonie 2007/2008 Sepahan zajął drugie miejsce w rozgrywkach Pucharu Zatoki Perskiej. Po dwóch latach na konto Agiliego wpadł pierwszy tytuł mistrzowski. Agili grał również w Katarze, w klubach Al-Arabi SC i Qatar SC.
Hadi Agili w 2006 zadebiutował w reprezentacji Iranu. Wystąpił w dwóch edycjach Pucharu Azji: w latach 2007 i 2011. W 2007 zwyciężył w turnieju o Puchar Azji Zachodniej.

### Sukcesy

#### Sepahan
- Zwycięstwo
  - Puchar Hazfi: 2006, 2007
  - Puchar Zatoki Perskiej: 2010
- Drugie miejsce
  - Azjatycka Liga Mistrzów: 2007
  - Puchar Zatoki Perskiej: 2008

#### Reprezentacja Iranu
- Zwycięstwo
  - Puchar Azji Zachodniej: 2007